# 日台大学地方連携及び社会実践連盟
日台大学地方連携及び社会実践連盟(TJ Alliance、略称:日台連盟)は、2019年に設立された組織。
日本は台湾と同じく少子高齢化、地方の人口流出、都市と農村部の発展の格差などの問題に直面しており、大学の地域的なつながりや社会的実践に関連する研究、プログラム設計や運営経験、カリキュラム開発、教員コミュニティ、地域ネットワーク管理などに関する学術的・実践的な交流を促進し、大学をアクターとした地域的課題への理解を深めることを目的とする。

## メンバー
- 高知大学
- 千葉大学
- 龍谷大学
- 信州大学
- 国立成功大学
- 国立台湾海洋大学
- 国立高雄科技大学
- 国立中山大学
- 国立曁南国際大学
- 東海大学 (台湾)